# Olivier Ayache-Vidal
Olivier Ayache-Vidal, (Paris, França, 27 de dezembro de 1969), é um diretor e roteirista francês.

## Biografia
Após concluir seus estudos em Ciências Sociais e Comunicação, trabalhou no setor de Criação em uma agência de publicidade. Tornou-se repórter fotográfico em 1992, realizando missões para a UNESCO e viajando pelo mundo para a Agência Gamma. Em cinco anos, realizou cerca de trinta reportagens em quinze países.
Em 1997, escreveu o seu primeiro roteiro de história em quadrinhos. Criou a série de histórias Fox One, traduzida em cinco idiomas, com 90.000 exemplares vendidos.
Em 2002, dirigiu seu primeiro curta-metragem, Undercover um espetáculo de sete minutos que mescla o cinema com performances ao vivo, agraciada com muitos prêmios internacionais. Logo, filmou Coming-out uma comédia com Omar Sy, cujo roteiro foi adaptado para um show da dupla de comediantes Omar et Fred. Em 2006, dirigiu Mon dernier rôle com Patrick Chesnais, uma comédia do gênero humor negro selecionada em mais de cinquenta festivais e ganhadora de diversos prêmios, incluindo a premiação máxima do Festival de Curta-metragens de Meudon e a premiação máxima do Festival Juste pour rire de Montreal.
Em 2007, durante 6 meses, filmou Hôtel du Cheval Blanc, um documentário sobre as condições de vida subumanas de milhares de famílias hospedadas em hotéis insalubres.
Em 2008, foi para China e encenou sua primeira peça de teatro adaptada: o balé O Quebra-Nozes. Esta versão produzida pela Gruber Ballet Opera, reuniu em cena 39 artistas do Circo Nacional da China e fez uma turnê mundial que começou na França, em 2009.
Em 2012, escreveu e dirigiu Welcome to China com Gad Elmaleh e Arié Elmaleh. Filmado na China, o curta-metragem é encenado por dois irmãos que interpretam a si mesmos.
Em 2013, ele começou as pesquisas para seu primeiro longa-metragem que conta a história de um professor de um liceu (colégio) burguês, localizado no subúrbio de Paris. Durante três anos, Olivier fez uma imersão nos liceus da região de Seine-Saint-Denis, na periferia da capital francesa. Entre eles estava a escola Barbara de Stains, que viraria a localização principal do filme
.
A filmagem começou em 2016. Foi então definido o nome final do filme: Les Grands Esprits, com Denis Podalydès no papel principal.
Les Grands Esprits estréiou na França em 2017. Também foi difundido em cinemas do mundo inteiro, em países como Estados Unidos, Canadá, Brasil, Argentina, México, Peru, Itália, Espanha, Japão, Taiwan, Nigéria, Senegal e Costa do Marfim.

## Reportagens fotográficas
Cerca de trinta reportagens em diversos países: Bangladesh, Vietnã, Indonésia, Tailândia, Japão, China, Estados Unidos, Jamaica, Guiana, Nepal, Brasil.

## Quadrinhos
No final de 1997, publicou-se o primeiro tomo de “Fox One”: Armageddon, com roteiro de Olivier Ayache-Vidal. Em 1999, publicou-se o segundo tomo da série: T.L.D (para “Travessia de Longa Duração”) e em 2001, NDE (para “Near Death Experience”).

### Roteiros
- Fox One, desenhos de Renaud Garreta, Philippe Arnaud SA

1. Armageddon, 1997  ISBN 2-9511483-0-5
2. T. L. D., 1999  ISBN 2-913482-00-7
3. NDE, 2001  ISBN 2-913482-02-3

## Performance ao vivo
Em 2008, lançou O Quebra-Nozes Made in China, uma produção do Gruber Ballet Opera que mescla dança, teatro e acrobacias. Adaptou o conto do Hoffmann e dirigiu, em cena, a tropa acrobática de Dalian.

### Encenação
- 2009 : O Quebra-Nozes Made in China

## Publicidade
Ele tem dirigido comerciais para diversas marcas, tais como : M&M's, Maggi, Activia, etc.

## Filmografia

### Director
- 2002 : Undercover
- 2005 : Coming-out
- 2006 : Mon dernier rôle
- 2008 : Hôtel du Cheval Blanc
- 2013 : Welcome to China
- 2017 : Les Grands Esprits

### Roteirista
- 2002 : Undercover
- 2005 : Coming-out
- 2006 : Mon dernier rôle
- 2007 : Les Gagnants
- 2008 : Hôtel du Cheval Blanc
- 2013 : Welcome to China
- 2017 : Les Grands Esprits

## Prémios e nomeações
- 2018: Prêmio "Rendez-vous France 24" no Festival, Rendez-vous du nouveau cinéma français de Rome, em Roma, para Les Grands Esprits
- 2014 : Prêmio do público para melhor curta-metragem no Gold Coast Film Festival de Nova Iorque para Welcome to China
- 2007 : Prêmio do júri estudante no Festival de Cinema de Cracóvia para Mon dernier rôle
- 2006 : Premiação máxima no Festival Juste pour Rire de Montreal para Mon dernier rôle
- 2006 : Premiação máxima no Festival de curta-metragem de Meudon para Mon dernier rôle
- 2002 : Nomeado para a Premiação máxima no Festival Internacional de cinema de Montreal para Undercover
- 2002 : Nomeado para o Bayard de Ouro no Festival internacional de cinema francófono de Namur para Undercover
- 2002 : Segundo Prêmio do público no Festival Rencontres internationales du film de Beaurepaire para Undercover
- 2002 : Prêmio do melhor curta-metragem no Festival europeu do curta-metragem de Bordeaux para Undercover
- 2002 : Prêmio do público e Prêmio especial do júri no Festival Internacional de Cinema Fantástico de Bruxelas para Undercover